# 印度—老挝关系
印度－老挝关系是南亚国家印度和东南亚国家老挝之间的双边关系。两国的外交关系建立于1956年2月。第一任印度总理贾瓦哈拉尔·尼赫鲁于1954年访问老挝，第一任印度总统拉金德拉·普拉萨德也曾于1956年访问老挝。印度认为老挝在南中国海问题中具有战略重要性。老挝一直支持印度成为联合国安理会常任理事国。

## 双边访问
自从建立双边外交关系以来，老挝和印度之间有许多高级别的双边访问。最近一次是印度副总统哈米德·安萨里于2015年9月访问，他签署了五个“有影响力的快速项目”。印度总理曾于2004年访问老挝参加在老挝举行了第十届东盟首脑会议，并与老挝总理本扬·沃拉吉签署了关于第三届印度-ASEAN峰会的协议。印度总理阿塔尔·比哈里·瓦杰帕伊曾于2002年访问老挝，印度总统普拉蒂巴·帕蒂尔曾于2010年访问老挝。老挝第一任总统苏发努冯亲王于1975年访问过印度。老挝总理朱马利·赛雅贡于2008年到访过印度。另外还有一些部长级的双边访问。

## 战略关系
在朱马利·赛雅贡于2008年访问印度期间，印度决定在老挝建立“空军学院”。印度曾于2009年老挝人民军建军六十周年时赠予老挝50件降落伞。

## 经济关系
2013年，印度在第七届印度－老挝联合委员会会议同意为老挝提供6615万美元资助用以老挝的灌溉和水电计划，包括了在三个省的四个灌溉计划和一个水电站。

### 协议
老挝和印度在过去的数十年内签订了许多有关科技、贸易和文化的协议。
- 2007年，双方签署了关于恢复世界遗产瓦普寺的谅解备忘录，印度将在之后八年花费411万美元用以支持该项目。项目已经与2009年启动。[1]
- 2010年印度总统帕蒂尔访问老挝期间，签署了2011-13年的“文化交流项目”。[1]
- 根据印度科技和经济合作协议，自1994年起印度陆军训练团队就为老挝军队提供简单的战术训练以及英语和计算机课程。[1]

### 双边贸易
金属、矿石、机器、电子仪器、医药用品和木材是两国之间的主要贸易商品。2008年至2009年，两国双边贸易额仅有952万美元，2009年至2010年遍增长至3700万美元。不过2010年至2011年又降为1333万美元。此后双边贸易额持续增长，到2012年至2013年，贸易额达到了1.6749亿美元。